# Zwölfihorn
Zwölfihorn är en bergstopp i Schweiz.   Den ligger i regionen Viamala och kantonen Graubünden, i den östra delen av landet. Toppen på Zwölfihorn är 2 292 meter över havet.
Terrängen runt Zwölfihorn är huvudsakligen bergig. Den högsta punkten i närheten är Piz Beverin, 2 997 meter över havet, 3,3 km väster om Zwölfihorn.
I omgivningarna runt Zwölfihorn finns i huvudsak kala bergstoppar och i dalgångarna barrskog.